# 八木靖浩
八木 靖浩（やぎ やすひろ、1920年2月15日 - 1995年2月15日）は、日本の経営者。川崎製鉄社長、会長を務めた。

## 経歴・人物
京都府船井郡八木町出身。1943年に東京帝国大学第一工学部冶金学科を卒業し、同年に川崎重工業に入社した。1950年に川崎製鉄に移り、1971年に取締役に就任し、常務、専務を経て、1979年に副社長に就任し、1982年に社長に昇格した。1990年に会長に就任し、1988年に取締役相談役に就任し、1995年に相談役に就任した。
1982年に藍綬褒章を受章し、1986年に毎日工業技術賞を受賞した。
1995年2月15日呼吸不全のために死去。75歳没。